# Eugene Wang
Zhen "Eugene" Wang (Shijiazhuang, Hebei, China, 13 november 1985) is een in China geboren Canadees professioneel tafeltennisser. Hij speelt rechtshandig, met de shakehandgreep.
Hij vertegenwoordigde Canada op de Olympische Zomerspelen 2012, 2016 en 2020 maar won daar geen medailles.